# WISE 0607+2429
WISE 0607+2429 (= 2MASS J06073908+2429574) is een bruine dwerg met een spectraalklasse van L8. De ster bevindt zich 23,62 lichtjaar van de zon.